# Vuelta Ciclista de la República Argentina de 1991
La 2.ª edición de la  Vuelta Ciclista de la República Argentina se celebró entre el 14 de abril y el 26 de abril de 1991, con inicio en la ciudad de - y final en . El recorrido constó de un total de 11 etapas y un prólogo contra reloj por equipos cubriendo una distancia total de 0 km.

## Equipos participantes
| Equipo              | Equipo               | Equipo              |
| Geissegi            | Bandera de Argentina | Wigarma-LM Catering |
| Amore & Vita-Fanini | Spago-Finlandia      | Scott-BiKyle Flyers |

## Etapas
| Etapa   | Fecha       | Recorrido                       | km | Ganador                                    | Líder                          |
| Prólogo | 14 de abril | San Rafael-San Rafael           | 0  | Spago-Finlandia                            | Spago-Finlandia                |
| 1.ª     | 15 de abril | San Rafael-San Rafael           | 0  | Daniel Efraín Castro (Amore & Vita-Fanini) |                                |
| 2.ª     | 16 de abril | Tupungato-Mendoza               | 0  | Walter Brugna (Amore & Vita-Fanini)        |                                |
| 3.ª     | 17 de abril | Media Agua-San Juan             | 0  | Thomas Jørgensen (Wigarma-JM Catering)     |                                |
| 4.ª     | 18 de abril | San Antonio -San Luis           | 0  | Eduardo Mulet ()                           |                                |
| 5.ª     | 19 de abril | San Luis-Villa Mercedes         | 0  | Oscar Ríos ()                              |                                |
| 6.ª     | 20 de abril | Rio Cuarto-Villa María          | 0  | Walter Brugna (Amore & Vita-Fanini)        |                                |
| 7.ª     | 22 de abril | Villa María-San Francisco       | 0  | Juan E. Curuchet (Geissegi)                |                                |
| 8.ª     | 23 de abril | San Francisco-Santa Fe          | 0  | Gabriel Ovidio Curuchet (Geissegi)         |                                |
| 9.ª     | 24 de abril | Paraná-Victoria                 | 0  | Alberto Bravo ()                           |                                |
| 10.ª    | 25 de abril | Gualeguay-Zarate                | 0  | Walter Brugna (Amore & Vita-Fanini)        |                                |
| 11.ª    | 26 de abril | Zarate-Obelisco de Buenos Aires | 0  | Jesper Worre (Scott-BiKyle Flyers)         | Omar Contreras (Cerveza Andes) |

## Clasificaciones finales

### Clasificación individual
| Pos.        | Ciclista       | Equipo        | Tiempo      |
| ----------- | -------------- | ------------- | ----------- |
| Malla lider | Omar Contreras | Cerveza Andes | 0 h 0 min s |
| 2.º         | Juan Agüero    | -             | a 0 s       |
| 3.º         | Cristian Maggi | -             | a 0 s       |
| 4.º         | Rodrigo Alcalá |               |             |